# Van Buren (videojuego)
Van Buren era el nombre en clave de lo que habría sido Fallout 3, un videojuego de rol que lo estaba desarrollando Black Isle Studios antes de que la empresa matriz, Interplay Entertainment, quebrara. Esto resultó en el cierre de Black Isle Studios, que a su vez despidió a todo su personal el 8 de diciembre de 2003, cancelando definitivamente el juego.
Antes de su cancelación, Van Buren iba a continuar con la serie Fallout, pero no era una secuela directa de Fallout 2. Bethesda Game Studios posteriormente desarrollo de forma oficial un Fallout 3, lanzándose al mercado el 28 de octubre de 2008, esto debido a que Bethesda obtuviera los derechos de la saga Fallout los cuales Interplay Entertainment les vendió.
Varios miembros que formaban parte de la ya extinta Black Isle Studios formaron Obsidian Entertainment. Con ello, historias, personajes y facciones que se iban a utilizar en Van Buren fueron incorporados en Fallout: New Vegas, videojuego lanzado el año 2010 y publicado por Bethesda Softworks.

## Sinopsis
Aunque la historia completa de Van Buren nunca fue revelada, sin embargo, varios detalles fueron divulgados antes de su cancelación. El personaje comenzará el juego como prisionero; si el personaje fue injustamente encarcelado o culpable se determinará en la creación del personaje. El juego habría comenzado en una prisión, ya que fue atacado por una fuerza misteriosa. Una explosión dejaría inconsciente al personaje, y la puerta de la celda estaría abierta cuando despertara. El jugador entonces escaparía al yermo mientras es perseguido por los atacantes. Después de salir, el personaje tendrá el poder de dar forma al destino del yermo. Sus interacciones con organizaciones como la Hermandad del Acero y la Nueva República California (con ambas facciones participando en una guerra prolongada entre sí) podrían reforzar o destruir las organizaciones, influenciando a las personas asociadas con ellas y finalmente decidir el destino de la región, como en los dos juegos anteriores de Fallout.
Uno de los elementos más significativos de la trama y la historia de Van Buren iba a ser una guerra en curso entre la Hermandad del Acero y la Nueva República de California. El jugador podría visitar varios asentamientos y fortalezas prominentes controlados por cualquiera de las dos facciones y sus acciones allí influirían en el desarrollo de la guerra. Un ejemplo de cómo las interacciones del jugador podrían alterar el flujo del conflicto sería en el caso del asentamiento situado en el área alrededor de la presa Hoover. Aquí el jugador podía elegir si ayudar o no al asentamiento y a su gente en una miríada de tareas, lo que llevaría a este puesto fronterizo aislado a la larga a decidir el destino de la guerra. La última línea argumental del juego fue planeada de tal forma que los eventos del comienzo del juego hubieran sido parte de un plan de un científico pícaro de la Nueva República de California, el Dr. Victor Presper, para tomar el control de una plataforma de armas nucleares orbitales de los EE.UU. apodada B.O.M.B.-001 y usarla para iniciar un segundo holocausto nuclear, limpiando el mundo de todos menos de los pocos que él eligió. Al final, el jugador no sería capaz de detener el lanzamiento de todos los misiles, y sus decisiones sobre dónde atacarían los misiles habrían decidido finalmente el futuro del mundo. Van Buren se centraría en Utah y Colorado, sin embargo, una pequeña parte de Nevada también estaría disponible. El jugador podrá visitar lugares como Presa Hoover, Denver, Mesa Verde y el Gran Cañón.
Fallout 3 no sigue el argumento del proyecto cancelado, pero durante una entrevista, Avellone reveló que algunos aspectos de Van Buren aparecerán en Fallout: New Vegas. En particular, se menciona la guerra de la Hermandad de Acero y de la Nueva República California, un compañero de Van Buren (Joshua Graham) aparece en una forma muy modificada, al igual que una facción antagonista conocida como la Legión del César. Dijo que el nombre en clave de Van Buren estaba basado en el presidente Martin Van Buren. De los lugares previstos para Van Buren, sólo Presa Hoover apareció en Fallout: New Vegas, debido al cambio de ubicación.

## Desarrollo
Antes del desarrollo de Van Buren, Titus Interactive detuvo dos intentos de crear un nuevo juego de Fallout en favor de otros títulos de Interplay, especialmente los de consola. Cuando Interplay perdió los derechos para crear los videojuegos Icewind Dale y Baldur's Gate para PC, su juego Baldur's Gate III: The Black Hound, en desarrollo por Black Isle Studios, fue cancelado. Con la cancelación de Baldur's Gate III, el equipo de Black Isle Studio fue trasladado inmediatamente a trabajar en Fallout 3, cuyo nombre en clave es Van Buren. Durante este tiempo, el propio equipo de Interplay estaba trabajando en Fallout: Brotherhood of Steel, los equipos tuvieron una reunión para planificar los juegos. Cuando muchos de los desarrolladores más talentosos de Black Isle Studio dejaron la empresa, el desarrollador Damien Foletto respondió diciendo que era sólo la confianza dentro del equipo y la creencia de que podían terminar el juego lo que los mantenía en marcha. El juego fue oficialmente cancelado cuando Titus Interactive decidió intentar mejorar la división de consolas de Interplay. Esto provocó la cancelación de un Fallout 3 con un desarrollo bastante avanzado. Los miembros del equipo de Black Isle fueron transferidos al desarrollo de Fallout: Brotherhood of Steel 2 o Baldur's Gate: Dark Alliance II, de los cuales solo el último salió a la venta.

## Demo
El 3 de mayo de 2007, la demostración técnica de Van Buren se filtró a Internet.